# Виттен, Эдвард
Э́двард Ви́ттен (англ. Edward Witten; род. 26 августа 1951, Балтимор, Мэриленд, США) — американский физик-теоретик, лауреат Филдсовской премии (1990), профессор Института перспективных исследований (Institute for Advanced Study) в Принстоне. Является одним из ведущих в мире исследователей теории струн (обобщил различные варианты теории струн в единой гипотетической М-теории) и квантовой теории поля.

## Биография
Эдвард Виттен родился в Балтиморе, штат Мэриленд, в семье Лоррейн У. Виттен (урождённая Волах) и Льюиса Виттена, физика, специалиста по общей теории относительности. Его бабушка и дедушка, Абрам Виттен и Бесси Перман, иммигрировали в США из Российской империи в 1909 году.
Получил степень бакалавра по истории в университете Брандейса (1971). Виттен планировал стать политическим обозревателем, писал статьи для журналов The New Republic и The Nation. Он также работал в президентской кампании Джорджа Макговерна, однако затем вернулся к академическим занятиям, поступив в 1973 году на специальность «прикладная математика» Принстонского университета. В 1976 году там же получил степень доктора философии в области физики. В 1977 году постдок в Гарвардском университете и в 1977—1980 гг. младший фелло Harvard Society of Fellows. В 1980—1987 гг. вновь в Принстонском университете — как преподаватель физики. В 1987 году поступил преподавателем в Институт перспективных исследований в Принстоне; в 1999—2001 годах приглашённый профессор в Калтехе; ныне профессор математической физики в Институте перспективных исследований.
Женат на Кьяре Наппи, также занимающейся физикой. Его брат, Мэтт Виттен, — автор сценариев нескольких телевизионных сериалов.

## Научная деятельность
Виттен замечательным образом сочетает в себе глубокую интуицию физика и потрясающее владение современным математическим аппаратом. Его научная деятельность связана прежде всего с квантовой теорией поля и теорией струн, а также с соответствующими областями топологии. В числе его научных результатов — доказательство теоремы о положительности энергии в общей теории относительности, доказательство взаимосвязи суперсимметрии и теории Морса, создание топологической квантовой теории поля, а также гипотеза о существовании М-теории. Виттен внёс также вклад в теорию зеркальной симметрии и суперсимметричные калибровочные теории. Кроме того, в сотрудничестве с А. Н. Капустиным Виттен обнаружил глубокие математические связи между S-дуальностью калибровочных теорий и геометрическим соответствием Лэнглэндса.

## Признание
Виттен пользуется большим уважением среди многих своих коллег. Так, сэр Майкл Атья на Международном конгрессе математиков в 1990 году сказал:

 Несмотря на то, что он [Виттен] безусловно физик, посоревноваться во владении математическим аппаратом с ним могут очень немногие математики… Раз за разом он удивляет математическое сообщество блестящим использованием интуиции физика, что приводит к рождению новых глубоких математических теорем… он значительно повлиял на современную математику. В его руках физика снова становится богатым источником вдохновения и интуиции в математике.
Оригинальный текст (англ.)Although he [Witten] is definitely a physicist, his command of mathematics is rivaled by few mathematicians... Time and again he has surprised the mathematical community by his brilliant application of physical insight leading to new and deep mathematical theorems... he has made a profound impact on contemporary mathematics. In his hands physics is once again providing a rich source of inspiration and insight in mathematics 
В своём бестселлере «Элегантная Вселенная» Брайан Грин, физик Колумбийского университета, пишет, что Виттен «признан многими как преемник Эйнштейна в роли одного из величайших физиков, живущих на Земле».
Член Национальной академии наук США (1988), Американского философского общества (1993), Американской академии искусств и наук (1984), Папской академии наук (2006), иностранный член Лондонского королевского общества (1999) и Французской академии наук (2000), почётный член Королевского общества Эдинбурга (2016). Фелло Американского математического общества (2012). Почётный член МОИП (2014).
Виттен является лауреатом множества премий, в число которых входят:
- Стипендия Мак-Артура (1982)
- Медаль Дирака (1985)
- Медаль Альберта Эйнштейна (1985)
- Премия Алана Уотермана (1986)
- Филдсовская премия (1990)
- Медаль Джеймса Мэдисона (1993)
- Гиббсовская лекция (1998)
- Медаль Оскара Клейна (1998)
- Премия Дэнни Хайнемана в области математической физики (1998)
- Премия Неммерса по математике (2000)
- Премия Математического института Клэя (2001)
- Национальная научная медаль США (2002)
- Премия Харви (2005)
- Премия Пуанкаре (2006)
- Премия Крафорда (2008)
- Медаль Лоренца (2010)
- Медаль Исаака Ньютона (2010)
- Мемориальная лекция Соломона Лефшеца (2011)
- Премия по фундаментальной физике (2012), учреждённая Юрием Мильнером, в категории «Фундаментальная физика»
- Премия Киото (2014)
- Премия Альберта Эйнштейна (2016)
- APS Medal for Exceptional Achievement in Research[англ.] (2016)

В 2004 году он появился в списке 100 наиболее влиятельных людей по версии журнала «Тайм».
Упоминается в числе самых выдающихся учёных в последнем романе американского писателя Кормака Маккарти «Стелла Марис».